# Säffle
Säffle est une ville de Suède, chef-lieu de la commune de Säffle dans le comté de Värmland. 9 156 personnes y vivent.